# مالكوم غراهام
مالكوم غراهام (بالإنجليزية: Malcolm Graham)‏ هو سياسي أمريكي، ولد في 14 يناير 1963. حزبياً، نشط في الحزب الديمقراطي. وقد انتخب عضو مجلس ولاية كارولاينا الشمالية.

## وصلات خارجية
- الموقع الرسمي